# Patient Number 9
 (octobre 2022).
La mise en forme du texte ne suit pas les recommandations de Wikipédia : il faut le « wikifier ».
Les points d'amélioration suivants sont les cas les plus fréquents :
- Les titres sont pré-formatés par le logiciel. Ils ne sont ni en capitales, ni en gras.
- Le texte ne doit pas être écrit en capitales (les noms de famille non plus), ni en gras, ni en italique, ni en « petit »…
- Le gras n'est utilisé que pour surligner le titre de l'article dans l'introduction, une seule fois.
- L'italique est rarement utilisé : mots en langue étrangère, titres d'œuvres, noms de bateaux, etc.
- Les citations ne sont pas en italique mais en corps de texte normal. Elles sont entourées par des guillemets français : « et ».
- Les listes à puces sont à éviter, des paragraphes rédigés étant largement préférés. Les tableaux sont à réserver à la présentation de données structurées (résultats, etc.).
- Les appels de note de bas de page (petits chiffres en exposant, introduits par l'outil «  Source ») sont à placer entre la fin de phrase et le point final[comme ça].
- Les liens internes (vers d'autres articles de Wikipédia) sont à choisir avec parcimonie. Créez des liens vers des articles approfondissant le sujet. Les termes génériques sans rapport avec le sujet sont à éviter, ainsi que les répétitions de liens vers un même terme.
- Les liens externes sont à placer uniquement dans une section « Liens externes », à la fin de l'article. Ces liens sont à choisir avec parcimonie suivant les règles définies. Si un lien sert de source à l'article, son insertion dans le texte est à faire par les notes de bas de page.
- La présentation des références doit suivre les conventions bibliographiques. Il est recommandé d'utiliser les modèles {{Ouvrage}}, {{Chapitre}}, {{Article}}, {{Lien web}} et/ou {{Bibliographie}}. Le mode d'édition visuel peut mettre en forme automatiquement les références.
- Insérer une infobox (cadre d'informations à droite) n'est pas obligatoire pour parachever la mise en page.

Pour une aide détaillée, merci de consulter Aide:Wikification.
Si vous pensez que ces points ont été résolus, vous pouvez retirer ce bandeau et améliorer la mise en forme d'un autre article.
Albums de Ozzy Osbourne
Ordinary Man
(2020)
Patient Number 9 est le treizième album studio du chanteur anglais heavy metal Ozzy Osbourne. Il est sorti le 9 septembre 2022 via Epic Records et a été produit par Andrew Watt. C'est également le dernier album studio de ce dernier, avant sa mort le 22 juillet 2025, deux semaines après son concert final à Birmingham.

## Contexte et promotion
Quatre jours après la sortie de Ordinary Man, Osbourne a annoncé qu'il avait commencé à travailler sur l'album suivant, avec Andrew Watt de retour en tant que producteur. Le 24 juin 2022, le premier single et la chanson-titre, Patient Number 9 mettant en vedette Jeff Beck, est sorti accompagné d'un clip vidéo. Le clip a été réalisé par Todd McFarlane et M. Wartella. Le clip est la toute première vidéo à incorporer les illustrations dessinées à la main d'Osbourne. "Mes démons étaient animés et peuvent être vus pendant le solo de guitare de Jeff Beck dans la chanson", a écrit Osbourne sur Twitter. La chanson a ensuite fait ses débuts au n ° 1 sur Billboard's Hot Hard Rock Songs, tout en réalisant simultanément des débuts aux numéros 17 et 22 sur  Billboard  's Hot Rock Songs et Hot Rock & Alternative Songs, respectivement. Dans le même temps, Osbourne a officiellement annoncé l'album lui-même tout en révélant la pochette de l'album, la liste des titres et la date de sortie.
Le deuxième single Degradation Rules avec Tony Iommi a été dévoilé le 22 juillet. Ozzy Osbourne retrouve Tony Iommi de Black Sabbath sur une nouvelle chanson Degradation Rules Quatre jours avant la sortie de l'album, le 5 septembre , le troisième single Nothing Feels Right avec Zakk Wylde a été publié. Zakk Wylde déchire la nouvelle chanson d'Ozzy Osbourne Nothing Feels Right. Osbourne s'est produit pendant sa performance de la mi-temps lors de l'ouverture de la saison des Los Angeles Rams' NFL contre les Buffalo Bills le 8 septembre en soutien à l'album. Ozzy Osbourne : "Si je tombe mort maintenant, au moins je ne peux pas dire que j'ai eu une carrière ennuyeuse".
Patient Number 9 a reçu des critiques généralement positives de la part des critiques de musique contemporaine. Chez Metacritic, qui attribue une note Standard sur 100 aux critiques des publications grand public, l'album a reçu une note moyenne de 75, basée sur 10 critiques, indiquant "avis généralement favorables".
AllMusic critique Fred Thomas a donné à l'album une critique plutôt positive. Il a écrit: "Même avec cette perspective fataliste qui apparaît parfois, Ozzy semble hyperchargé tout au long de Patient Number 9, poursuivant le retour improbable en fin de partie qu'il a commencé sur Ordinary Man, et battre cet album en prenant plus de risques."
De plus, en écrivant pour The Guardian, Alexis Petridis a donné à l'album une critique globalement positive, ce qui implique que "En revanche, Patient Number 9 tire à sa fin avec God Only Knows, un belle ballade rock de stade qui met en scène Osbourne contemplant sa propre mortalité dans des termes qui sont tour à tour profondément touchants."
Kerrang! a donné à l'album 4 sur 5 et a déclaré: "Si rien d'autre, c'est agréable de voir Ozzy continuer et d'être toujours le Prince des Ténèbres. Mais Patient Number 9 est aussi, comme son prédécesseur, une célébration massive de la vie et de l'amitié et du pouvoir magique de la musique. « Je ne mourrai jamais, car je suis immortel ! » annonce-t-il sur Immortal. Il le sonne."
Metal Hammer a donné à l'album une critique positive et a déclaré: "Malgré tout ce que vous avez pu entendre sur Ozzy étant sur ses dernières jambes, Patient Number 9 ne sonne pas sans équivoque comme le travail d'un homme vivant sur du temps emprunté. Au lieu de cela, on dirait que le Prince des putains de ténèbres passe un moment absolument fracassant, avec un groupe de ses potes et, bizarrement, un nouveau sens de l'ambition artistique.
L'écrivain NME Rhian Daly a donné un score presque parfait au Patient Number 9 et a déclaré: "À 73 ans et aux prises avec sa santé, vous ne vous attendez peut-être pas à ce qu'Osbourne maintienne cette barre particulièrement élevée. Mais , pour la plupart, "Patient Number 9" fait exactement cela - c'est un morceau pétillant de magie hard-rock. Le leader superstitieux du métal aurait peut-être révélé dans une récente interview "Independent" qu'il essaie "d'éviter de regarder au "numéro 13, mais nous avons la chance d'avoir son magnifique 13e album solo."
Gareth Williams de  Wall of Sound  a donné à l'album une critique positive, affirmant qu'il contient "Il n'y a pas de déguisement de l'une des voix les plus uniques du rock et le chanteur sonne aussi bien qu'il l'a fait depuis des années. Bien que cet album ne casse pas tout nouveau terrain, il est en avance sur les goûts de 2007 Black Rain ou Scream de 2010. Avec Ordinary Man qui a explosé dans les charts grand public en 2020, Patient Number 9 ne sera pas loin derrière."

## Liste des chansons
- 1 - Patient number 9. - Avec Jeff Beck - 7:21
- 2 - Immortal - Avec Mike McCready - 3:03
- 3 - Parasite - Avec Zakk Wylde - 4:04
- 4 - No Escape from Now - Avec Tony Iommi - 6:45
- 5 - One of Those Days - Avec Eric Clapton - 4:39
- 6 - A Thousand Shades - Avec Jeff Beck - 4:25
- 7 - Mr. Darkness - Avec Zakk Wylde - 5:34
- 8 - Nothing Feels Right - Avec Zakk Wylde - 5:35
- 9 - Evil Shuffle - Avec Zakk Wylde - 4:10
- 10 - Degradation Rules - Avec Tony Iommi - 4:09
- 11 - Dead and Gone - 4:31 - Avec Zakk Wylde
- 12 - God Only Knows - 4:59 - Avec Josh Homme
- 13 - Darkside Blues - 1:49 - Avec Andrew Watt

## Musiciens
Crédits adaptés du livret qui accompagne l'album.
- Ozzy Osbourne : chant, harmonica (pistes 10, 13)

Musiciens invités
- Andrew Watt : guitare (pistes 1-3, 5-13), basse (pistes 4, 6, 7, 9, 12), claviers (pistes 1, 5-7, 11 , 12), piano (pistes 3, 6, 12), batterie (pistes 11, 12), chœurs, production
- Zakk Wylde : guitare (pistes 1-3, 6-9, 11, 12), claviers (pistes 1, 5, 7, 9), orgue (piste 8)
- Jeff Beck : guitare (pistes 1, 6)
- Tony Iommi : guitare (pistes 4, 10)
- Mike McCready : guitare (piste 2)
- Eric Clapton : guitare (piste 5)
- Josh Homme : guitare (piste 12)
- Robert Trujillo : basse (pistes 1, 3, 7, 9-12)
- Duff McKagan : basse (pistes 2, 5)
- Chris Chaney : basse (piste 8)
- Chad Smith : batterie (pistes 1, 2, 4-6, 8-12), percussions (piste 6)
- Taylor Hawkins : batterie (pistes 3, 7, 12), percussions (piste 3)
- James Poyser : orgue (piste 5)
- David Campbell : arrangement des cordes (pistes 6, 11)
- Charlie Bisharat : violon (pistes 6, 11)
- Roberto Cani : violon (piste 6)
- Mario DeLeon : violon (piste 6)
- Nina Evtuhov : violon (piste 6)
- Songa Lee : violon (pistes 6, 11)
- Natalie Leggett : violon (pistes 6, 11)
- Philipp Levy : violon (piste 6)
- Alyssa Park : violon (piste 6)
- Michele Richards : violon (piste 6)
- Neil Samples : violon (pistes 6, 11)
- Jennifer Takamatsu : violon (piste 6)
- Kerenza Peackock : violon (piste 11)
- Sara Parkins : violon (piste 11)
- Andrew Duckles : alto (pistes 6, 11)
- Zachary Dellinger : alto (piste 6)
- David Walther : alto (pistes 6, 11)
- Jacob Braun : violoncelle (pistes 6, 11)
- Paula Hochhalter : violoncelle (pistes 6, 11)
- Ross Gasworth : violoncelle (piste 6)

## Classements hebdomadaires
| Classements (2022)                 | Meilleure position |
| ---------------------------------- | ------------------ |
| Allemagne (Media Control AG)       | 2                  |
| Australie (ARIA)                   | 2                  |
| Autriche (Ö3 Austria Top 40)       | 2                  |
| Belgique (Flandre Ultratop)        | 7                  |
| Belgique (Wallonie Ultratop)       | 6                  |
| Canada (Canadian Albums Chart)     | 1                  |
| Danemark (Tracklisten)             | 9                  |
| Écosse (OCC)                       | 2                  |
| Espagne (Promusicae)               | 8                  |
| États-Unis (Billboard 200)         | 3                  |
| États-Unis (Top Hard Rock Albums)  | 1                  |
| États-Unis (Top Rock Albums)       | 1                  |
| Finlande (Suomen virallinen lista) | 2                  |
| France (SNEP)                      | 14                 |
| Irlande (Irish Albums Chart)       | 22                 |
| Italie (FIMI)                      | 2                  |
| Japon (Oricon)                     | 10                 |
| Norvège (VG-lista)                 | 4                  |
| Nouvelle-Zélande (RIANZ)           | 6                  |
| Pays-Bas (Mega Album Top 100)      | 6                  |
| Portugal (AFP)                     | 10                 |
| Royaume-Uni (UK Albums Chart)      | 2                  |
| Royaume-Uni (Rock & Metal Albums)  | 1                  |
| Suède (Sverigetopplistan)          | 2                  |
| Suisse (Schweizer Hitparade)       | 3                  |